# Brännträsket (Burträsks socken, Västerbotten)
Brännträsket är en sjö i Skellefteå kommun i Västerbotten och ingår i Rickleåns huvudavrinningsområde. Sjön har en area på 1,34 kvadratkilometer och ligger 250,4 meter över havet. Sjön avvattnas av vattendraget Kroktjärnsbäcken.

## Delavrinningsområde
Brännträsket ingår i det delavrinningsområde (716769-170130) som SMHI kallar för Utloppet av Brännträsket. Medelhöjden är 257 meter över havet och ytan är 7,17 kvadratkilometer. Det finns ett avrinningsområde uppströms, och räknas det in blir den ackumulerade arean 15,32 kvadratkilometer. Kroktjärnsbäcken som avvattnar avrinningsområdet har biflödesordning 3, vilket innebär att vattnet flödar genom totalt 3 vattendrag innan det når havet efter 87 kilometer. Avrinningsområdet består mestadels av skog (53 procent) och sankmarker (19 procent). Avrinningsområdet har 1,33 kvadratkilometer vattenytor vilket ger det en sjöprocent på 18,5 procent.